# Calle del Doctor Ferran
La calle del Doctor Ferran (en catalán, carrer del Doctor Ferran) está situada  en el barrio de Pedralbes de Barcelona, España. El nombre se aprobó el 10 de septiembre de 1929 en honor al ilustre médico y bacteriólogo Jaume Ferran i Clua, descubridor de una vacuna contra el cólera (véase: Pandemias de cólera en España), contra el tifus, la rabia y la tuberculosis. Veinticinco después de aprobar el nombre, se decidió el trazado definitivo, naciendo perpendicularmente a la avenida Diagonal y finalizando en el paseo de Manuel Girona.